# Zisterzienserinnenabtei Schweinheim

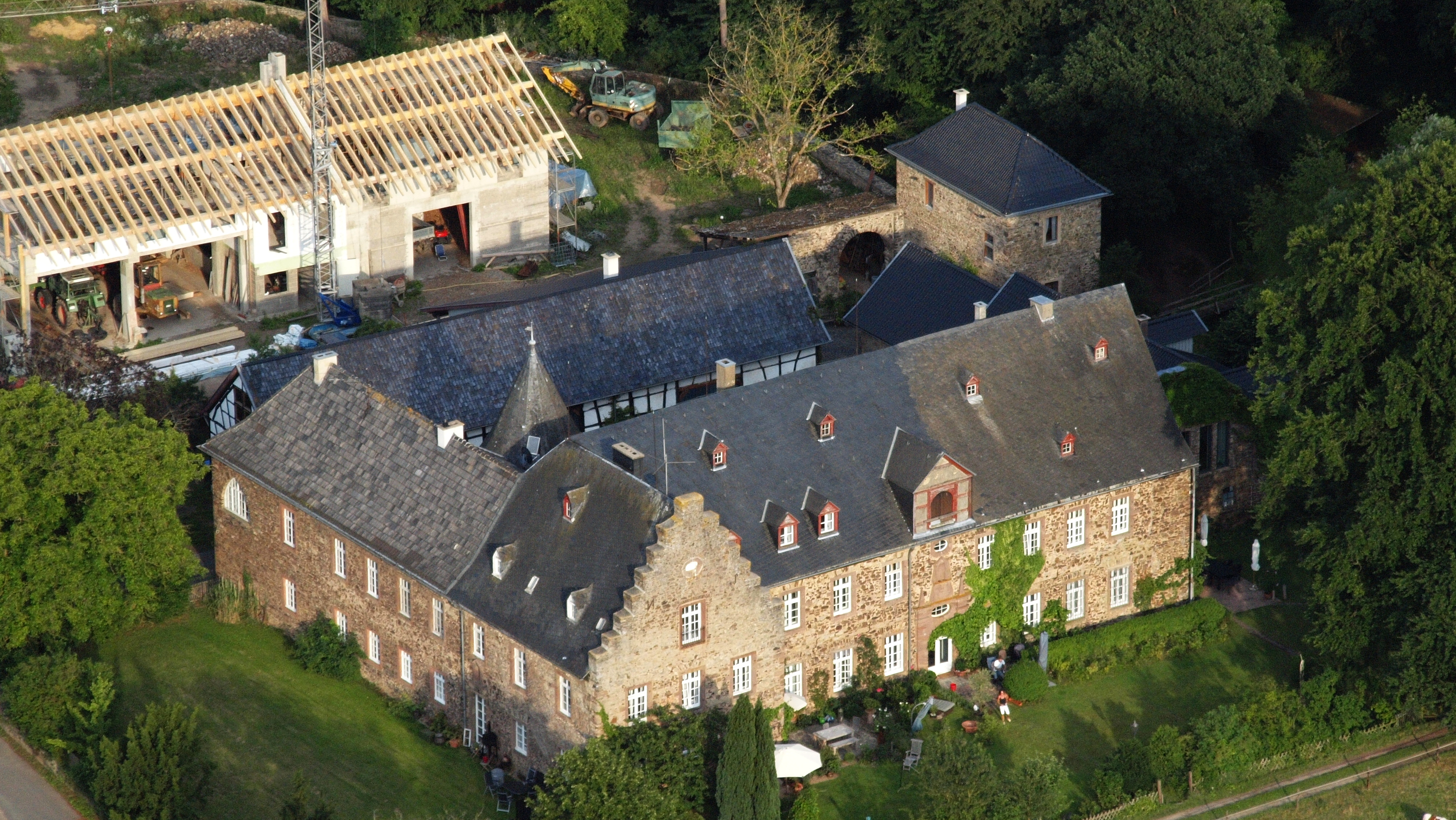
Kloster Schweinheim

Die Zisterzienserinnenabtei Schweinheim war von 1238 bis 1802 ein Kloster in Schweinheim bei Euskirchen im Erzbistum Köln.

## Geschichte
Ein Graf von Tomburg stiftete 1238 als Grablege für seine Familie das für die Töchter des begüterten Landadels bestimmte Zisterzienserinnenkloster Porta Coeli („Himmelspforte“), das unter der geistlichen Leitung von Kloster Heisterbach stand. Nach Zerstörung zu Beginn des 18. Jahrhunderts wurde das Kloster von 1726 bis 1728 neu erbaut, 1802 durch den Reichsdeputationshauptschluss (wie alle Klöster) aber geschlossen und verfiel. Die Kirche wurde niedergerissen. In den verbliebenen Baulichkeiten befindet sich heute ein Seminarhaus. Zahlreiche Gegenstände kamen in die Kirche St. Laurentius in Niederkastenholz.
Die bürgerliche Maria Benedicta Lagrange (* 1741 in Prüm; † 1833 in Arloff) legte 1765 die Feierliche Profess ab, war dann 14 Jahre lang Speisemeisterin und schließlich letzte Äbtissin des Klosters.